# ماتياس سواريز (لاعب كرة قدم)
ماتياس سواريز (بالإسبانية: Mathías Suárez) هو لاعب كرة قدم أوروغواياني في مركز الدفاع، ولد في 24 يونيو 1996 في مونتيفيديو في الأوروغواي. شارك مع منتخب الأوروغواي تحت 17 سنة لكرة القدم ومنتخب الأوروغواي تحت 20 سنة لكرة القدم. أما مع النوادي، فقد لعب مع ديفينسور سبورتينغ وناسيونال مونتيفيديو.

## وصلات خارجية
- ماتياس سواريز على موقع الاتحاد الدولي (مؤرشف)  (الإنجليزية)
- ماتياس سواريز على موقع قاعدة بيانات كرة القدم.إي يو (الإنجليزية)
- ماتياس سواريز على موقع ليكيب (الفرنسية)
- ماتياس سواريز على موقع ناشيونال فوتبول تيمز (الإنجليزية)
- ماتياس سواريز على موقع Soccerway.com (الإنجليزية)